# Michael von Melas

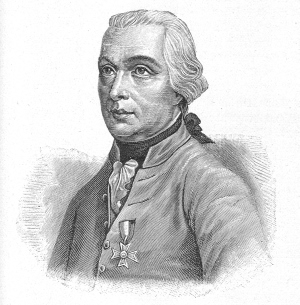
Michael von Melas

Michael Friedrich Benedikt Freiherr von Melas (Radeln, 12 mei 1729 - Týnec nad Labem, 31 mei 1806) was een Oostenrijks generaal.
Von Melas begon in 1746 als cadet bij een Infanterieregiment. Hij nam als adjudant van veldmaarschalk Leopold Joseph Daun deel aan de Zevenjarige Oorlog. Wij werd in 1781 kolonel en in 1789 generaal-majoor. Hij voerde in 1793 aan de Samber bevel over een brigade. In 1794 was hij aan de Beneden-Rijn, in 1795 aan de Middel-Rijn en in 1797 in Italië, waar hij het opperbevel overnam van Jean-Pierre de Beaulieu. Hij vocht in 1799 samen met Aleksandr Soevorov en won bij Cassano d'Adda, bij Trebbia en bij Novi Ligure.
Nadat Soevorov naar Zwitserland tegen André Masséna opgetrokken was, versloeg von Melas op 4 november met 40.000 Oostenrijkers Jean-Étienne Championnet bij Genola bij Fossano.
In 1800 trok hij tot aan de Var en bereidde een inval in de Provence voor. Napoleon trok over de Alpen en viel hem in de rug aan zodat zijn aanvoerlijnen naar Oostenrijk afgesneden waren. Op 14 juni kon hij in de Slag bij Marengo doorbreken, maar verloor. Hij sloot het Verdrag van Alessandria, waarbij hij Italië moest ontruimen en zich achter de Mincio terugtrekken. Hij werd bevelvoerend generaal in Bohemen. Hij ging in 1803 met pensioen.
- Gemeinsame Normdatei: 136994598
- International Standard Name Identifier: 0000 0000 5600 698X
- Virtual International Authority File: 81247390
- WorldCat: E39PBJt3ThFGPxb9kBkFYWwpyd